# Owies zwyczajny
Owies zwyczajny (Avena sativa L.) – gatunek zbóż z rodziny wiechlinowatych. Uprawiany jest powszechnie w strefie umiarkowanej Eurazji oraz Ameryki Północnej. Został udomowiony przez człowieka w czasach prehistorycznych, około 6000 lat temu.
Gatunek ten wykazuje niewielką zmienność genetyczną. Jest heksaploidem (2n=6x=42 chromosomy)

## Morfologia

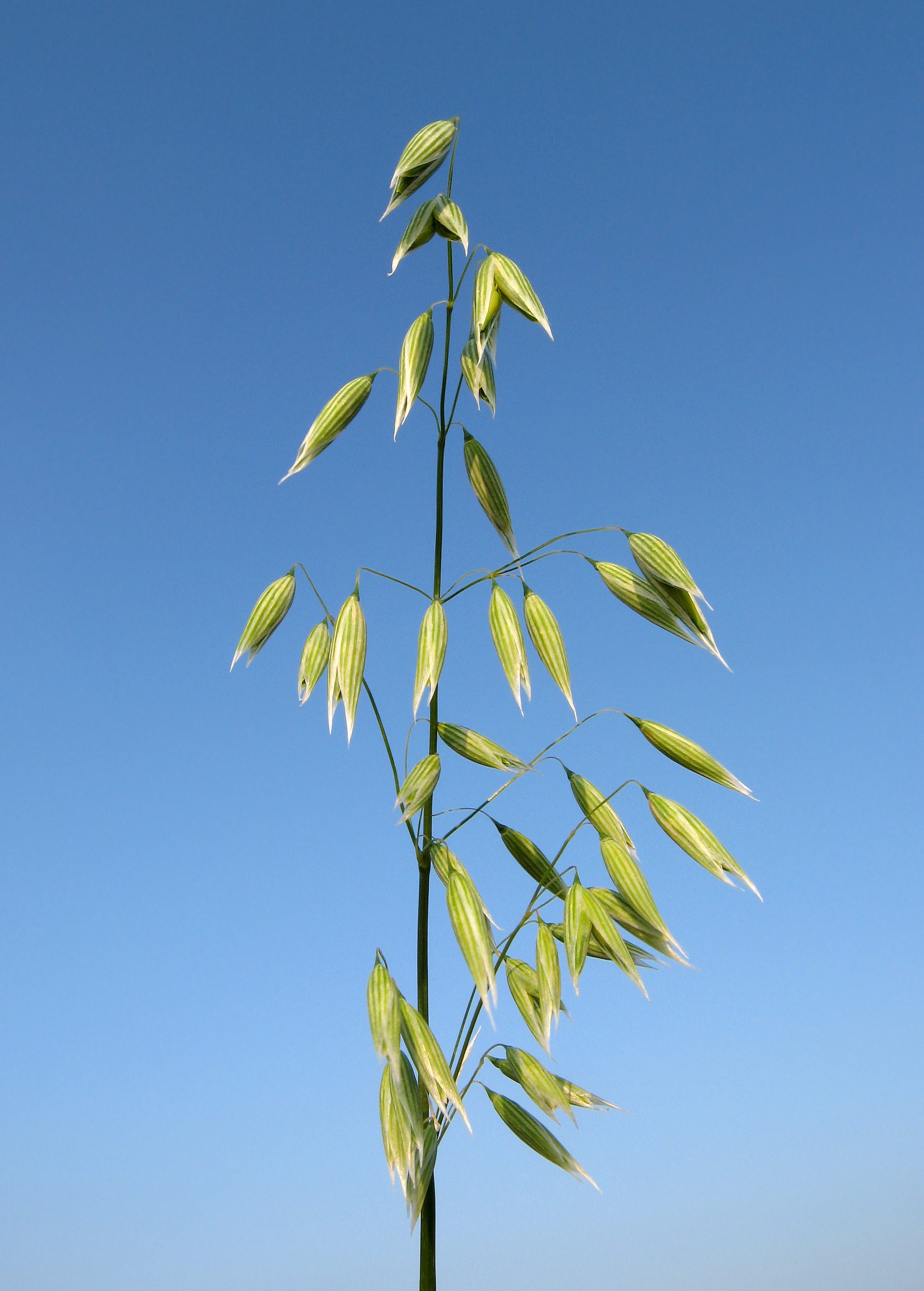
Kwiatostan

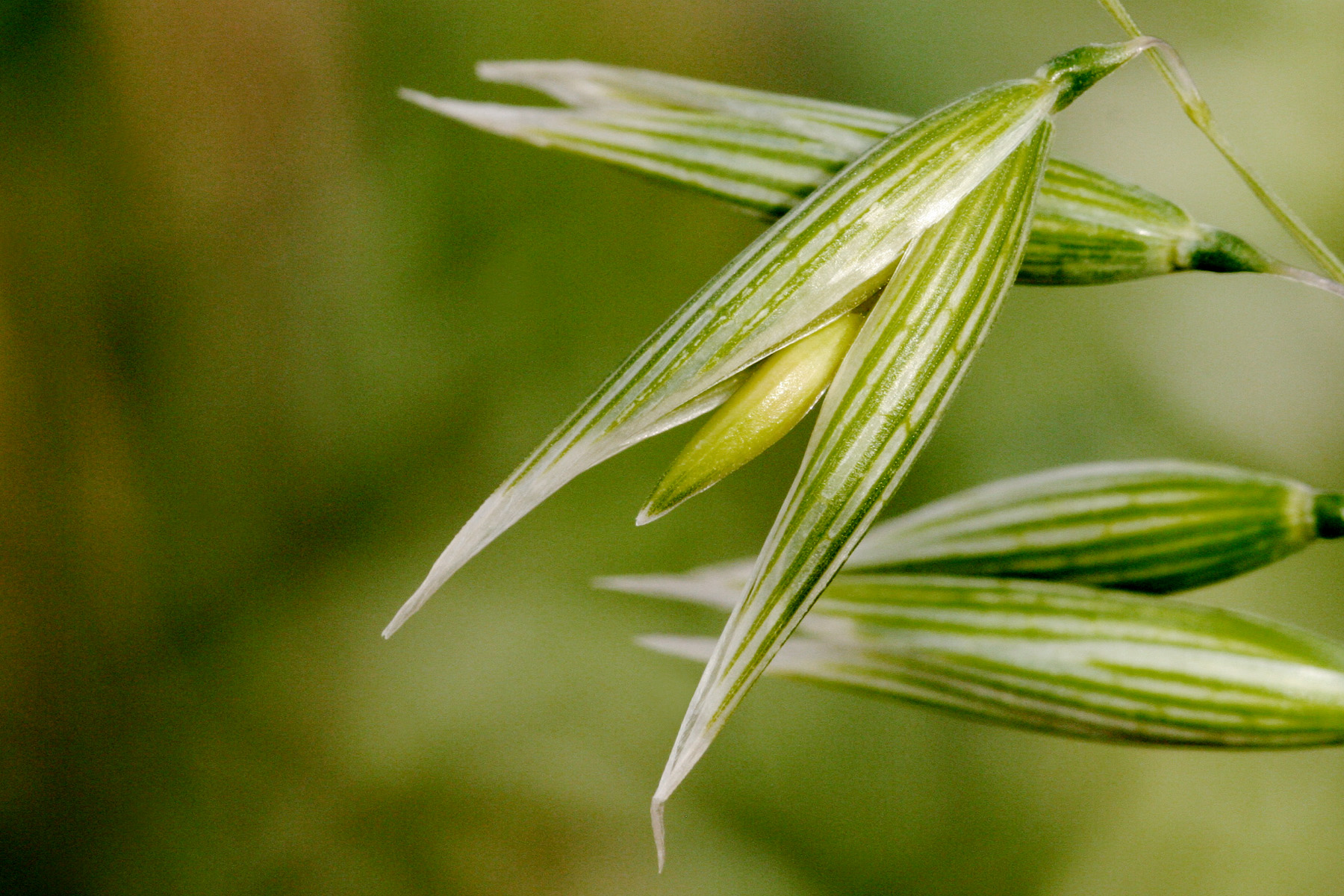
Kłosek

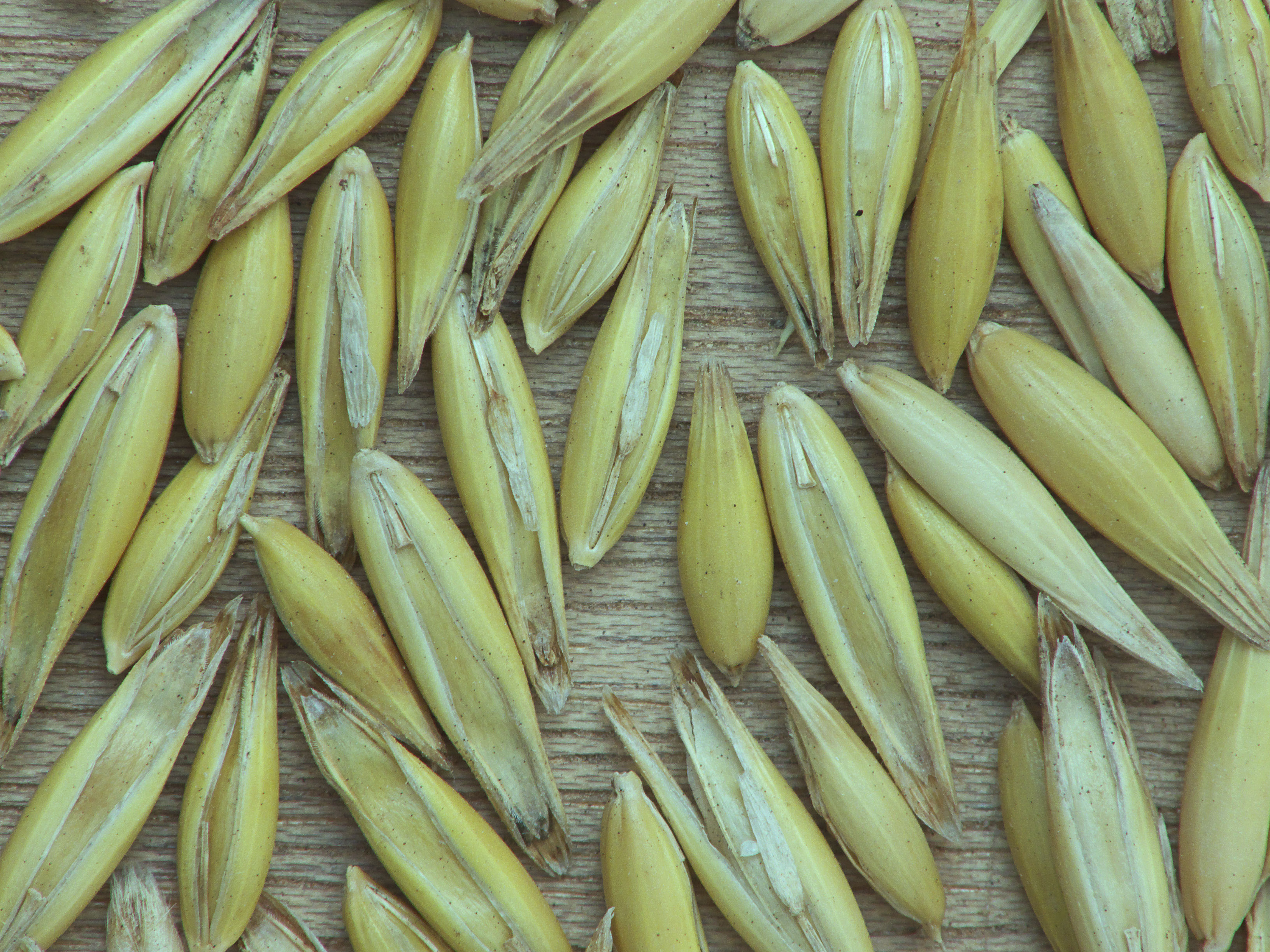
Ziarniaki

Roślina jednoroczna osiągająca do 110 cm wysokości, o pustym źdźble łodygi. Kłos z rozpierzchłą lub chorągiewkowatą wiechą o długości 10–30 cm. Ziarna oplewione.
Kwiatostanem owsa jest wiecha o długości 10–30 cm. Osią wiechy jest przedłużenie ostatniego międzywęźla, czyli osadka, która jest podzielona węzłami i międzywęźlami. Z węzłów tych wyrastają okółkowo rozgałęzienia boczne tworząc gałązki wiechy zakończone kłoskami – wiecha prosta. Częściej jednak rozgałęzienia boczne są także poprzedzielane węzłami na międzywęźla, z których wyrastają rozgałęzienia I rzędu (wiecha podwójna), a z nich rozgałęzienia II rzędu (wiecha właściwa), zakończone pojedynczymi kłoskami. Ze względu na kształt wiech wyróżnia się dwa typy odmian hodowlanych owsa: o wiesze chorągiewkowatej i rozpierzchłej. W wiesze rozpierzchłej gałązki boczne są ustawione pod różnymi kątami, co warunkuje różny kształt wiechy (rozstrzelona, krzaczasta, zwisła lub sztywna-wzniesiona). W wiesze kłoski mogą być 2-3 kwiatowe, stąd zawierają 2-3 ziarniaki. Stosunek mas ziarniaków ma się jak 3:2:1 stąd pierwszy ziarniak (zewnętrzny) ma masę największą, drugi mniejszą, a trzeci najmniejszą. Cechą odmianową jest skłonność do osadzania dwóch lub trzech ziarniaków.

## Biologia

### Rozwój
Owies jest rośliną dnia długiego. Krótki dzień wpływa na znaczne przedłużenie okresu wegetacji, a długi dzień skraca okres rozwoju wegetatywnego i powoduje szybsze wytworzenie wiech.
Jest to następną przyczyną dużej wrażliwości owsa na opóźnienie siewu – im później dokonuje się siewu tym dzień jest dłuższy, czyli zaznacza się wpływ warunków ograniczających produktywność wiech.
Ze względu na okres wegetacji owies może występować jako forma jara i ozima. W Polsce uprawia się wyłącznie odmiany jare.
Owies kiełkuje już w temperaturze 2–3 °C powyżej zera. Jednak w tych warunkach proces ten przebiega bardzo wolno i postępuje szybciej dopiero przy 5–7 °C. Wschody pojawiają się po 8–12 dniach od siewu. Wkrótce po wschodach rozpoczyna się wytwarzanie następnych liści i jednocześnie krzewienie, któremu sprzyja temperatura 6–12 °C. Strzelanie w źdźbło zachodzi najlepiej przy temperaturze 12–16 °C, a wysokość źdźbła łącznie z wiechą wynosi 0,8–1,3 m.
Owies jest rośliną samopylną, kwitnienie odbywa się na ogół przy zamkniętych plewkach. Mimo samopylności, w około 6% dochodzi do zapylenia obcym pyłkiem. Jedna roślina kwitnie przeciętnie około 6–7 dni. W ciągu dnia kwitnienie najintensywniej przebiega między godziną 14 a 16, przy czym w dużej mierze zależy to od przebiegu pogody. Wyższa temperatura, duża wilgotność powietrza oraz ciepły wiatr znacznie je przyspieszają. Deszcz i zimno natomiast wstrzymują kwitnienie. Każda odmiana kwitnie inaczej. Jedne kwitną przed wykłoszeniem, inne w czasie jego trwania lub zaraz po, a jeszcze inne dopiero po wykłoszeniu wytwarzają kwiaty.

## Zastosowanie

### Roślina jadalna
Wartość odżywcza i energetyczna owsa jest stosunkowo duża, zawiera 2-3 razy więcej tłuszczu w porównaniu do innych zbóż (formy oplewione zawierają ok. 4–7% tłuszczu, ziarniaki nagie nawet do 9% tłuszczu). Tłuszcz owsiany jest bogaty w nienasycone kwasy tłuszczowe (80% kwasów tłuszczowych). Są to głównie kwasy: oleinowy (29–53%), linolowy (24–48%), linolenowy (1–5%) oraz kwasy: arachidonowy, eikozapentaenowy, dokozaheksaenowy. Ziarno pozbawione łuski przewyższa wartością odżywczą wszystkie pozostałe gatunki zbóż, gdyż zawiera oprócz dużej ilości tłuszczu około 15% białka (m.in. awenina i awenolina) i 2% włókna surowego.
Ziarno owsa zawiera węglowodany, wśród których najwięcej jest skrobi. Są także rozpuszczalne polisacharydy i celuloza. Ponadto lipoproteiny, aminokwasy, peptydy, sterole, saponiny, witaminy z grupy B (B1, B2, B6), kwas pantotenowy, witaminę E, kwas fitonowy, sole mineralne, w tym rozpuszczalną w wodzie krzemionkę. Wyróżnia się ponadto wysoką zawartością wapnia, magnezu, sodu, miedzi i lecytyny.
Polisacharydy nieskrobiowe tworzą tzw. błonnik, niezbędny w codziennej diecie człowieka.
Spożycie produktów zawierających owies w Polsce jest przeciętnie kilkakrotnie niższe niż w innych krajach. Docenili go głównie mieszkańcy krajów zachodnich, szczególnie Skandynawii oraz USA i Kanady. Zdrowe odżywiania w dobie chorób cywilizacyjnych nabrało tam szczególnego znaczenia.
Zwierzęta skarmia się słomą owsianą ze względu na mniejszy udział, w porównaniu do innych zbóż, trudno strawnego włókna. Natomiast plewy owsiane przewyższają wartością pokarmową słomę i są wykorzystywane również w żywieniu trzody chlewnej.
Ziarno owsa używane jest na paszę i do wyrobu bezglutenowej mąki (mąka owsiana), kasz (kasza owsiana) oraz płatków (płatki owsiane, kakao owsiane, otręby).
Ziarniaki owsa zawierają ok. 60% skrobi, do 18% białka, 13% błonnika, 9% tłuszczu oraz saponiny.
Słoma owsiana zawiera pektyny, witaminę A, dużo krzemionki (70% w popiele) i wapnia.

### Roślina lecznicza
Surowiec zielarski
W lecznictwie i dietetyce stosowane są: ziarno owsa (Avena fructus), płatki owsiane, ziele owsa (Avena herba), mąka owsiana (Avena ferina) oraz otręby owsiane.
Zawarte w błonniku β-glukany są szczególnie ważne dla ludzi mających kłopoty z przewodem pokarmowym, ponieważ pod wpływem gotowania zamieniają się one w gęsty śluz mający właściwości żelujące, ochraniający błonę śluzową. Zaleca się też stosować je dla celów profilaktycznych, dla uniknięcia tzw. chorób cywilizacyjnych takich jak: miażdżyca, otyłość, cukrzyca czy rak jelita grubego. Mówi się również, że błonnik przyczynia się do obniżenia poziomu cholesterolu ogólnego we krwi.
Ziele owsa zawiera cukry, w skład których wchodzą polisacharydy i oligosacharydy. Ponadto flawonoidy, saponiny steroidowe, rozpuszczalną w wodzie krzemionkę oraz makro- i mikroelementy. Saponiny owsa mają działanie przeciwbakteryjne i grzybobójcze.
W lecznictwie ludowym płatki owsiane i kleik z płatków są znanym środkiem dietetycznym przy zaburzeniach żołądka i jelit. Płatków owsianych po ugotowaniu można używać w nadczynności tarczycy oraz przy nadciśnieniu tętniczym. Zaliczane są do środków zwiększających popęd płciowy, również odmładzających i przeciwdziałających przedwczesnemu starzeniu się organizmu. Owies korzystnie działa na błony śluzowe i aktywizuje hormony. Działając przeciwzapalnie i przeciwbólowo przyśpiesza gojenie ran.
Owies skutecznie oddziałuje na układ nerwowy. Napary oraz nalewki z ziela owsa stosuje się go głównie przy bezsenności, osłabieniu nerwowym i wyczerpaniu na skutek depresji oraz sytuacji stresowych.
Wyciągi z ziela owsa łagodzą i mogą zapobiegać uszkodzeniom wątroby. Dzięki flawonoidom i saponinom działają również moczopędnie. Związki saponinowe posiadają także właściwości przeciwdrobnoustrojowe i przeciwgrzybiczne.
Odwar z ziela owsa (lub słomy owsianej), bogaty w rozpuszczalną krzemionkę, działa korzystnie w chorobach reumatycznych, artretyzmie, kamicy nerkowej i schorzeniach nerek. Jest również pomocny w chorobach skórnych, jak trądzik, świąd i łojotok. Zewnętrznie ziele owsa zalecane jest do kąpieli wzmacniających w wyżej wymienionych chorobach.
W latach 50. ubiegłego stulecia w Niemczech stwierdzono, że w łuskach owsa jest zawarty czynnik, który hamuje próchnicę zębów. Na przykład według Kochanowskiej (2007) na Wileńszczyźnie cierpiący na ból zęba palił wysuszony owies w fajce. Dieta bogata w produkty z ziarna owsa ma właściwości przeciwutleniające.

### Inne zastosowania
Owies uważany jest za roślinę fitosanitarną, głównie ze względu na obecność w korzeniach awenacyny (A-1, A-2, B-1, B-2) – triterpenowej saponiny o fungicydalnym działaniu, który to związek jest bezpośrednio odpowiedzialny za odporność owsa na porażenie przez patogeny. Awenacyna A-1 występuje w największych ilościach i jest najbardziej grzybotoksyczna. Przyjmuje się, że w młodych korzeniach owsa jest to związek odpowiedzialny za odporność rośliny na porażenie przez różne gatunki grzybów. Awenacyna A-1 występuje tylko w komórkach epidermy korzeni.
W momencie pojawienia się zagrożenia ze strony patogenów, system enzymatyczny rośliny jest w stanie przeprowadzić szybką hydrolizę bardziej złożonych, mało aktywnych związków do monoglikozydów lub aglikonu o większej aktywności.

## Uprawa
Rozprzestrzenienie upraw

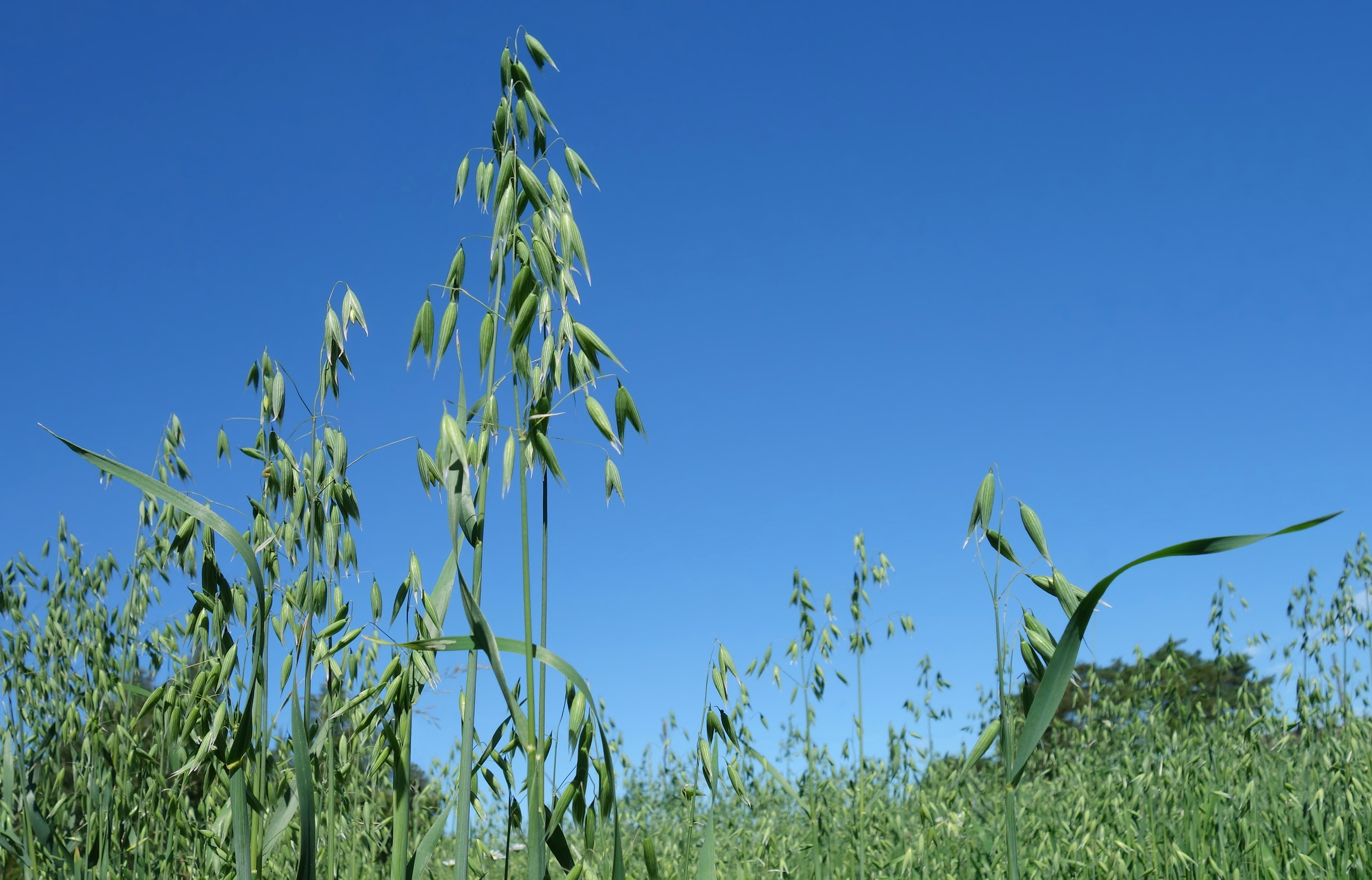
Owies zwyczajny w uprawie polowej

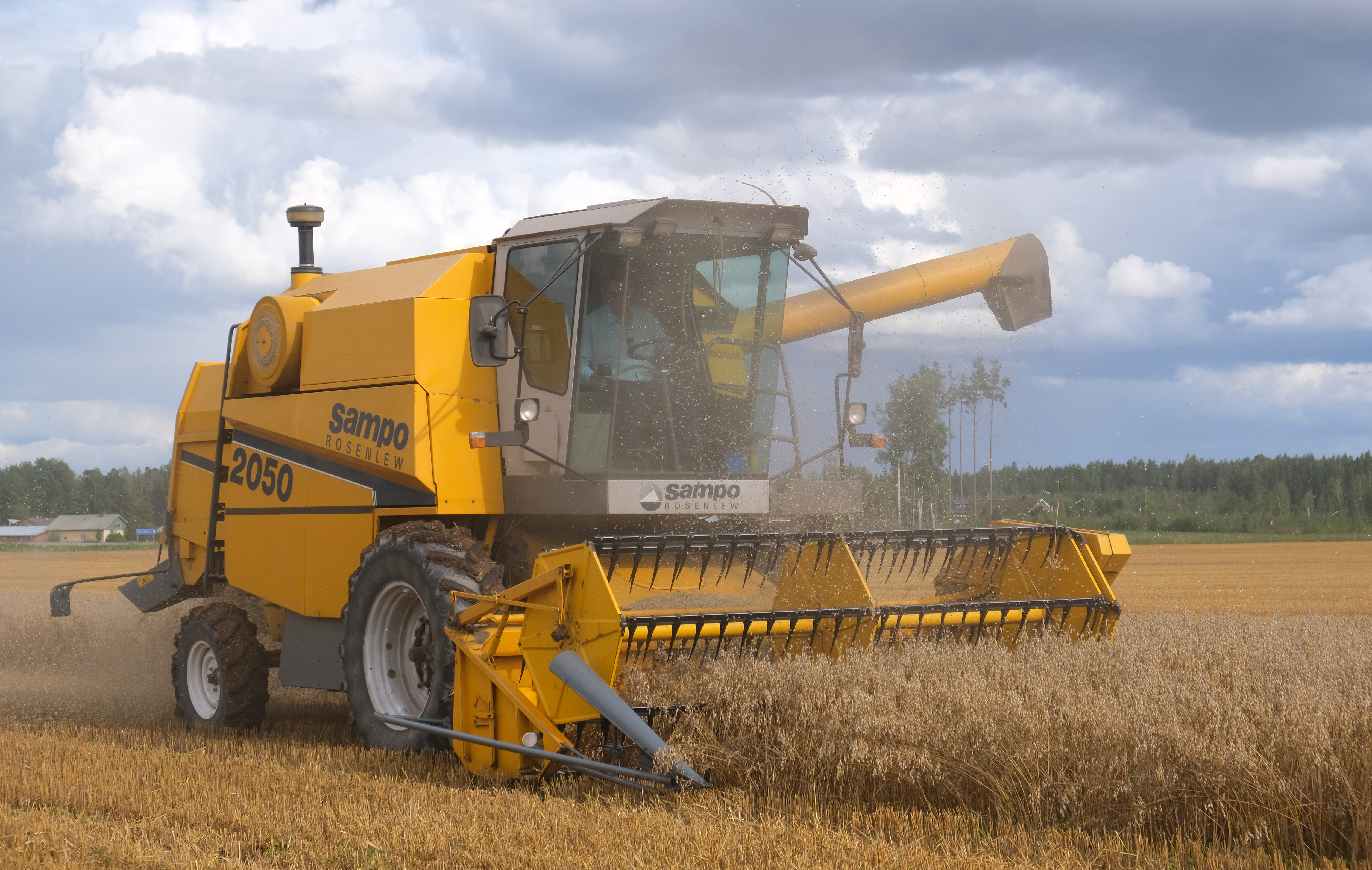
Zbiór owsa

Na świecie uprawia się owies na ok. 17,9 mln ha, co stanowi 3% areału zajętego przez zboża. Średni plon z ha wynosi ok. 2 ton. Najwyższe plony z 1 ha uzyskuje się w Irlandii (6t), Holandii (5,8t) i Anglii (5,5t). W Polsce uzyskuje się średnio plony rzędu 2,53 t/ha. Przed wojną powierzchnia upraw owsa w Polsce wynosiła ok. 1 mln ha, jednak w miarę rozwoju mechanizacji, gdy systematycznie zmniejszało się pogłowie koni, zmniejszał się też jego udział w strukturze zasiewów zbóż i teraz zajmuje ok. 6% (550 tys. ha).
Większość upraw tego zboża zlokalizowane jest na półkuli północnej, pomiędzy 35 a 50 stopniem szerokości geograficznej. Zasięg uprawy owsa w krajach Europy Zachodniej dochodzi do północnych fiordów norweskich, a na południu do ujścia rzek francuskich, wpadających do Zatoki Baskijskiej. Roślina ta uprawiana jest również w Azji, Ameryce Północnej i Południowej, Australii i Nowej Zelandii. W górskich terenach uprawy sięgają wysokości 1000 m n.p.m., a powyżej 700 m n.p.m. jest jedynym uprawianym zbożem.
Warunki klimatyczne Polski umożliwiają uprawę owsa na terenie całego kraju. Znaczenie jednak tego gatunku zboża jest dość zróżnicowane w poszczególnych rejonach. Duży udział owsa w strukturze zasiewów obserwuje się w rejonach podgórskich i górskich oraz północnej i północno-wschodniej części kraju, ze względu na szczególnie korzystne warunki do jego uprawy.
Wymagania
Wymagania glebowo-klimatyczne warunkują zasięg uprawy owsa. Zaliczany jest do roślin klimatu umiarkowanego i wilgotnego, nie znosi dużych mrozów, ale jest odporny na przymrozki wiosenne. Polecany jest na wszystkie gleby, z wyjątkiem bardzo lekkich, suchych piasków oraz gleb o wadliwych stosunkach wodnych.
Korzenie owsa mają bardzo dużą zdolność pobierania składników pokarmowych znajdujących się w glebie w formie trudno dostępnej dla roślin. Pod tym względem owies przewyższa inne zboża, nawet żyto. Owies dobrze znosi nawet dość silne zakwaszenie gleby w granicach pH 4,5-7,2 ponieważ jest mało wrażliwy na niedobory wapnia i ma bardzo dużą tolerancję na nadmiar jonów glinu i manganu. Najlepiej plonuje na glebach o pH powyżej 5,5.
Charakterystyczną cechą owsa, wyróżniającą go spośród innych zbóż jarych, jest jego duże zapotrzebowanie na wodę, zwłaszcza w okresie od strzelania w źdźbło do kłoszenia. Skutki niedoboru wody w tym okresie tylko w niewielkim stopniu mogą być zniwelowane dostatkiem wody w następnych fazach rozwojowych. W rejonach o opadach poniżej 500 mm rocznie, albo o wybitnie suchym lecie, nie powinno się uprawiać owsa. Główną przyczyną dużego zapotrzebowania owsa na wodę jest wysoki współczynnik transpiracji.
Produkcja
W 2004 roku zebrano 25,9 miliona ton owsa z zasiewów o powierzchni 11666 tysięcy hektarów. Główni producenci to: Rosja (19,1%), Kanada (14,2%), USA (6,5%). Polska, z powierzchnią zasiewów równą 520 tysięcy hektarów i zbiorami 1,4 miliona ton plasuje się na czwartym miejscu (5,5% produkcji).
Kierunki zmian w produkcji zbóż w Polsce są podobne do tendencji światowych. Charakterystyczną cechą jest zmniejszenie produkcji żyta i owsa przy równoczesnym wzroście wydajności z jednostki powierzchni uprawy. Spadek produkcji owsa w Polsce następuje jednak wolniej i jest wynikiem oddziaływania wielu czynników o charakterze ekonomicznym i agrotechnicznym. Natomiast wzrost jego wydajności jest szybszy niż na świecie.
Dzieląc owies na gatunki bierze się pod uwagę liczbę i morfologię chromosomów, kształt wiechy, pokrój rośliny, charakterystykę plew i plewek oraz sposób rozsiewania się (osypywania). Ostatnia cecha dotyczy tylko gatunków dzikich.
Lista producentów owsa zwyczajnego
| Najwięksi producenci owsa zwyczajnego w 2005 (mln m³) | Najwięksi producenci owsa zwyczajnego w 2005 (mln m³) |
| ----------------------------------------------------- | ----------------------------------------------------- |
| Rosja                                                 | 5,1                                                   |
| Kanada                                                | 3,3                                                   |
| Stany Zjednoczone                                     | 1,7                                                   |
| Polska                                                | 1,3                                                   |
| Finlandia                                             | 1,2                                                   |
| Australia                                             | 1,1                                                   |
| Niemcy                                                | 1,0                                                   |
| Białoruś                                              | 0,8                                                   |
| Chiny                                                 | 0,8                                                   |
| Ukraina                                               | 0,8                                                   |
| Łącznie                                               | 24,6                                                  |
| Źródło: FAO                                           |                                                       |

Choroby i szkodniki
- choroby wirusowe: płona karłowatość owsa
- choroby wywołane przez lęgniowce i grzyby: askochytoza owsa, czerń zbóż, fuzaryjna zgorzel podstawy źdźbła i korzeni zbóż, głownia pyląca owsa, helmintosporioza owsa, mączniak prawdziwy zbóż i traw, naczyniowa pasiastość liści zbóż, ostra plamistość oczkowa, septorioza owsa, sporysz zbóż i traw, rdza koronowa owsa, rdza źdźbłowa zbóż i traw, zgorzel siewek[11].

W przypadku zdrowotności owsa najwięcej uwagi w badaniach poświęca się patogenom organów generatywnych Ustilago avenae (Pers.) Roster, Ustilago hordei (Pers.) Lagerth, oraz chorobom liści powodowanym przez Puccinia coronata Cda var. avenae Fraser et Led, Puccinia graminis Pers. f. sp. avenae Erikss et Hen.,  Pyrenophora chaetomioides (Eidam) Scharif i Blumeria graminis DC f. sp. avenae Marchal.
Niektóre z chorób przenoszone są za pośrednictwem materiału siewnego albo poprzez glebę, inne natomiast porażają uprawy owsa w okresie wegetacji. Do ważnych czynników obniżających wartości dekoracyjne traw, w tym także owsa, należą choroby grzybowe, występujące na różnych organach roślinnych.

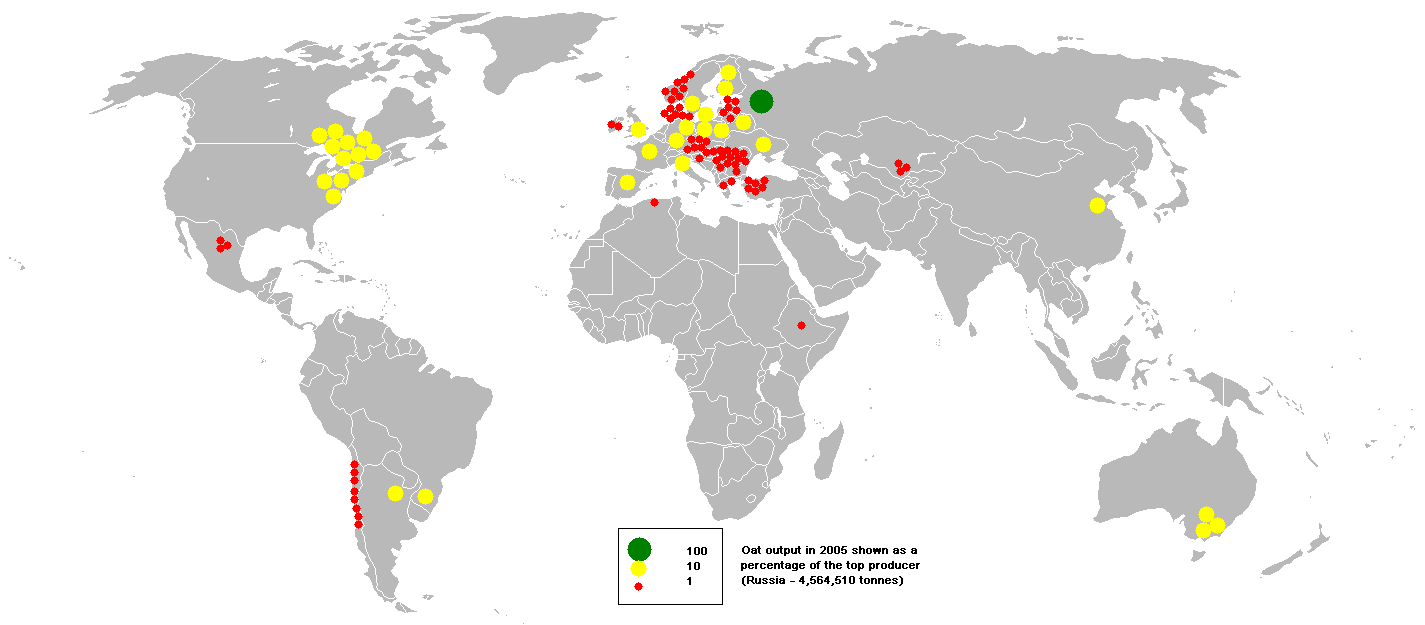
Produkcja owsa zwyczajnego w 2005.

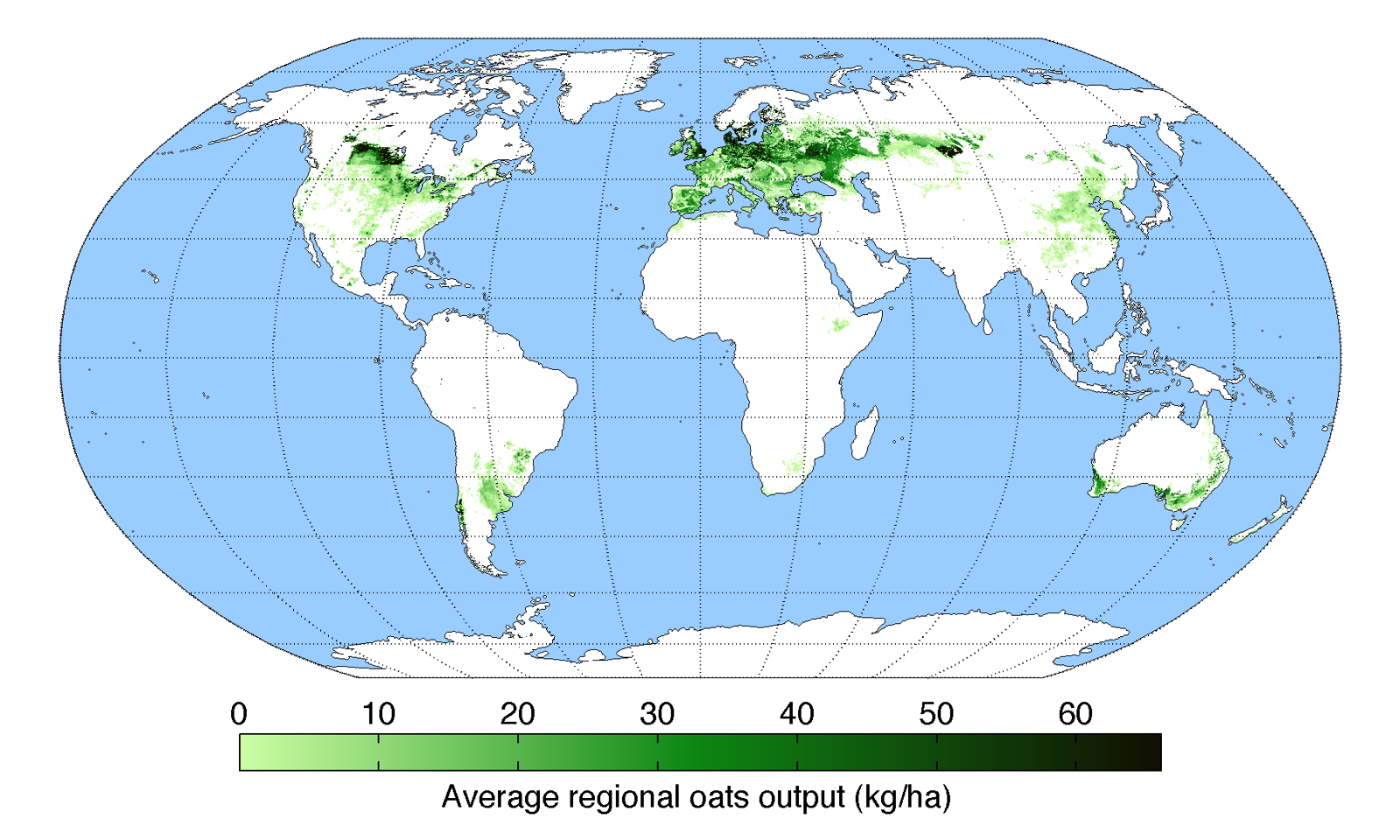
Produkcja światowa owsa zwyczajnego.